# NGC 5160
NGC 5160 – gwiazda podwójna znajdująca się w gwiazdozbiorze Panny. Zaobserwował ją Heinrich Louis d’Arrest 7 lutego 1862 roku i skatalogował jako obiekt typu „mgławicowego”.